# Misako Konno

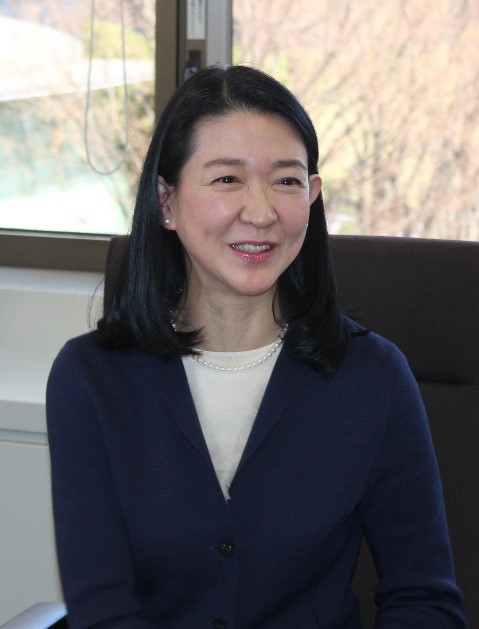
Misako Konno

Misako Konno (紺野 美沙子 Konno Misako; geboren am 8. September 1960 in Komae (Präfektur Tokio)) ist eine japanische Schauspielerin. Sie ist seit 1998 UN-Goodwill-Botschafterin des Entwicklungsprogramms der Vereinten Nationen (UNDP).

## Herkunft und Ausbildung
Misako Konno wurde 1960 unter dem Namen „Misako Sato“ in Komae, einer Stadt südwestlich von Tokio als zweite von drei Schwestern geboren. Ihren ersten Kontakt mit dem Theater hatte sie, als sie in der fünften Klasse der Caritas Primary School, einer Missionsschule in Kawasaki, Mitglied der Theater-AG wurde. Nach ihrem Abschluss an der Caritas Girls' Junior High School und der Keio Girls' Senior High School absolvierte sie ein B.A.-Studium in Japanischer Literatur an der Keiō-Universität.

## Karriere
Bereits als Jugendliche trat sie unter anderem in der Folge Herausforderung aus der Zukunft (1977) der beliebten NHK-Jugendfilm-Serie in der Rolle der Kyoko Nishizawa auf. Herausforderung aus der Zukunft war ein Science-Fiction-Drama, das an einer Junior-High-School spielt und in dem die Welt gegen böse Mächte gerettet wurde, Androiden auftraten und Zeitsprünge und übernatürliche Fähigkeiten eine wesentliche Rolle spielten. In dieser Zeit nahm den Künstlernamen Konno an, den Mädchennamen ihrer Mutter und ihre Lieblingsfarbe „Marineblau“.
1979 wurde sie Mascot Girl als Werbefigur für das japanische Chemieunternehmen Unitika und wurde im selben Jahr in dem Tōhō -Film Golden als Partnerin an der Seite des Hauptdarstellers Tomokazu Miura besetzt. 1980 erreichte sie landesweite Popularität als die Heldin Kayo im Umfeld der Takarazuka Revue in der NHK-Fernsehserie Nijiwooru (dt.: Webe den Regenbogen).
Sie ist seither in zahllosen Produktionen in Film, Fernsehen und Theater als Schauspielerin aufgetreten, sie war an der Produktion von Hörspielen und Dokumentarfilmen beteiligt und trat auch als Nachrichtensprecherin, Teilnehmerin an politischen Diskussionsrunden und internationale Reporterin in Erscheinung.
1991 wurde sie auch als Autorin berühmt mit dem Buch M-misoji no Hitori Goto, das für eine Fernsehserie verfilmt wurde. Neben Belletristik publizierte sie auch Fotobände und Sachbücher.
Seit Herbst 2010 leitet sie ein eigenes Theater unter dem Namen Misako's Rezitationstheater.
Im Jahr 2021 gab sie ihr YouTube-Debüt im Einsatz für die traditionsreiche Chōshi-Bahn, einer 1913 gebauten Ausflugsbahnlinie in Chōshi, und schrieb hierfür die Hymne Chōshi ni Neri Ikou! zusammen mit dem Tanz Chōshi ni Neri Exercise.

## Ehrenamtliches Engagement

Im Oktober 1998 wurde sie von UN-Generalsekretär Kofi Annan zur Goodwill-Botschafterin für das Entwicklungsprogramm der Vereinten Nationen (UNDP) ernannt. Sie engagiert sich im Bereich von kritischen globalen Entwicklungsthemen mit besonderem Fokus auf die Einbeziehung der Jugend und die Stärkung der Handlungskompetenz von Frauen und Mädchen.
Im Auftrag des UNDPs besuchte sie Projekte auf der ganzen Welt, darunter Kambodscha, Palästina, Bhutan, Ghana, Timor Leste, Vietnam, die Mongolei, Tansania, Pakistan und Kenia. Sie war auch bei humanitären Notfalleinsätzen eine große Unterstützung so bei den Wiederaufbaubemühungen nach dem verheerenden Erdbeben von 2011 in Japan, ebenso unterstützte sie 2013 die Opfer des Taifuns Haiyan auf den Philippinen.
Sie wirbt in Vorträgen und bei anderen Veranstaltungen in Japan für die Arbeit der Vereinten Nationen, sie beteiligte sich aktiv an globalen Kampagnen wie dem Internationalen Frauentag, warb in den sozialen Medien 2016 für das Pariser Klimaabkommen und den World Humanitarian Summit im selben Jahr.
2008 veröffentlichte sie ein Buch über ihre UN-Arbeit mit dem Titel Lala Lala Goodwill Ambassador, in dem sie über das Leben der Menschen in den von ihr besuchten Ländern berichtet.

## Privatleben
Seit 1992 ist sie mit Shinji Shinoda verheiratet, der damals als Regisseur und Produzent von Nachrichten- und Informationssendungen sowie Dokumentarfilmen beim Fernsehsender Tokyo Broadcasting System (TBS) arbeitete. Er ist heute stellvertretender Bürgermeister von Himi in der mitteljapanischen Präfektur Toyama. Sie haben einen gemeinsamen Sohn.
Seit Kindheit ist sie Sumō-Fan und wird seit langem auch als Expertin auf diesem Gebiet anerkannt. Sie wurde vom japanischen Sumōverband 2019 als Mitglied in das „Expertenkomitee für die Nachfolge und Entwicklung des Sumō“ und 2022 als Mitglied in das Yokozuna-Beratungskomitee berufen 2020 wirkte sie an der Produktion des Sumō-Musicals Ryogoku Hana Nishiki Toushi im Meiji-za-Theater in Tokio mit.

## Auszeichnungen
- 1983 Élan d'or (fr: für Goldener Flug) als Newcomerin des Jahres; die Auszeichnung wird vom japanischen Verband der Film- und Fernsehproduzenten seit 1956 vergeben.[17]
- 1984 Frau des Jahres durch Nikkei Women (monatlich erscheinende Wirtschaftszeitschrift)[17]
- 1984 Harlequin Romance Award von der kanadischen Verlagsgruppe Harlequin[17]
- 1987 Beste Nebendarstellerin beim 10. Japanischen Filmakademie-Preis[17]
- 1995 Großer Japanischer Literaturpreis für Frauenliteratur[17]

## Filmographie (Auswahl)

### Kinofilme
| Jahr | Titel                     | Rolle          | Regisseur                  | Anmerkung |
| ---- | ------------------------- | -------------- | -------------------------- | --------- |
| 1983 | Aiko 16 sai               | Aiko Shimazaki | Akiyoshi Imazeki           |           |
| 1983 | The Go Masters            |                | Junya Sato and Jishun Duan |           |
| 1985 | Four Sisters (Shimaizaka) | Aya Kitazawa   | Nobuhiko Obayashi          |           |
| 1995 | Junkers Come Here         | Suzuko Nozawa  | Junichi Sato               | Stimme    |
| 1997 | Rebirth of Mothra II      | Toshiko        | Kunio Miyoshi              |           |
| 2003 | Like Asura                | Tsuchiya       | Yoshimitsu Morita          |           |

### Fernsehfilme
| Jahr      | Titel                 | Rolle                          | Sender                    | Anmerkung  |
| --------- | --------------------- | ------------------------------ | ------------------------- | ---------- |
| 1976      | Space Ironman Kyodain | Ein Schulmädchen               | Tokyo Broadcasting System | Episode 29 |
| 1980      | Niji o oru            | Kayo Shimazaki                 | NHK                       | Hauptrolle |
| 1983      | Tokugawa Ieyasu       | Kinomi                         | NHK                       |            |
| 1985–1986 | Sanada Taiheiki       | Komatsuhime                    | NHK                       |            |
| 1988      | Takeda Shingen        | Sanjō no kata                  | NHK                       | [ 18 ]     |
| 1993      | Homura Tatsu          | Kichiji                        | NHK                       |            |
| 1998      | Gokenin Zankurō       | Oshima                         | Fuji Television           |            |
| 1999–2000 | Asuka                 | Kyōko Miyamoto (Asukas Mutter) | NHK                       |            |

## Bibliographie
- 1984 Love rabbit ISBN 4-09-363165-4
- 1988 Science Museum of Misako Konno ISBN 4-88131-103-4
- 1991 Misoji no Hitori Monogatari (Das Leben eines Dreißigjährigen), Sekai Bunka Sha, später veröffentlicht von Kadokawa Bunko. ISBN 978-4-04-193401-2
- 1993 Das Hochzeitskleid von Omisoka, Sekai Bunka Sha ISBN 4-418-93506-1
- 1994 Sorairoi scallop, NTT Publishing ISBN 978-4-87188-360-3
- 1997 Kurashi no naka no chattering science Mikasa Shobo, Shiteki Ikkata bunko[19] ISBN 4-8379-0899-3
- 1996 Misako Konno no Kagakukan (Misako Konnos Wissenschaftsmuseum), Sekai Bunka Sha ISBN 978-4-418-96214-3
- 1999 Wie man „Monster“ entwickelt, Sekai Bunka Sha ISBN 978-4-418-99513-4
- 2001 Misako Konnos Tokio-Lächeln: Foto & Essay, Senden Kaigi ISBN 4-88335-054-1
- 2008 Lala Lala Botschafterin des guten Willens, Shogakukan ISBN 978-4-09-387785-5